# Société royale de philanthropie
La Société royale de Philanthropie à Bruxelles est une des plus anciennes sociétés de bienfaisance non-confessionnelles de Belgique. Elle fut fondée en octobre 1828 sous l'impulsion de bruxellois de diverses opinions, appartenant à la bourgeoisie, à la noblesse ou aux Lignages de Bruxelles. Elle s'inspire de la Société philanthropique de Paris, fondée en 1780 sous le patronage de Louis XVI, dont elle reprit le nom dès 1829.  
En 1855, la maison de repos privée de la Société voit le jour, sous le nom d’Hospice des Aveugles - aujourd’hui, Résidence Porte de Hal. 
Durant les Première et Seconde Guerres mondiales, la Société a prouvé son engagement auprès de ceux dans le besoin, notamment des blessés de guerre.  
Après presque deux siècles d'actions en faveur des défavorisés, la fondation est reconnue d'utilité publique en 2010.

## Histoire

### Une œuvre philanthropique bruxelloise
La Société de Bienfaisance urbaine, rapidement dénommée Société royale de philanthropie, fut créée le 21 octobre 1828 à l'époque du royaume uni des Pays-Bas par l’avocat bruxellois Jean Pauwels–De Vis (époux de Jeanne Berlinde De Vis). Elle appartient à ces nombreuses œuvres philanthropiques privées qui apparurent en Europe au début du XIXe siècle pour lutter contre la pauvreté dans les villes et les insuffisances de l’aide publique.
L’institution se donne initialement pour objectif d’extirper la mendicité de la ville,. Au fil des décennies, elle va préciser ses missions, en diversifiant ses activités, en élargissant ses bénéficiaires et en promouvant des initiatives novatrices. Elle viendra en aide « aux pauvres démunis, aux vieillards aveugles, aux pensionnés négligés par l’état, aux nourrissons à garder pendant le travail de leurs mères, aux jeunes tuberculeux à soigner, aux adolescentes aveugles en recherche d’un toit et, de nos jours, aux personnes désorientées atteintes de la maladie d’Alzheimer ».
Pour atteindre ses objectifs, la Société prendra la forme d’une œuvre de philanthropie mixte dès le XIXe siècle. Elle sera ainsi financée sur base de fonds privés, mais aussi de subsides fournis par l’État, qui permettront en particulier le fonctionnement de sa principale activité : la Résidence Porte de Hal, ancienne Maison des Aveugles.
Un nombre considérable de personnes issues de la bonne société bruxelloise, rassemblant des banquiers, des magistrats, des hauts-fonctionnaires, des négociants, des rentiers, soutiendront la Société dès sa fondation, celle-ci comptant jusqu’à 2 765 membres en 1878, lors de son 50e anniversaire. Ces sociétaires seront recrutés sans distinction, faisant côtoyer des catholiques avec des francs-maçons, mais aussi des protestants et des juifs, tous étant avant tout réunis pour défendre le projet philanthropique de la Société.
Pour financer ses actions, la Société organisa une multitude de bals, concerts, expositions, matinées musicales ou encore représentations, tout au long du XIXe siècle, à destination de ses membres. Au XXe siècle, par contre, son financement fut davantage assuré par la gestion en bon père de famille de portefeuilles d’actions et d’un patrimoine immobilier hérité de ses membres ou de bienfaiteurs.
Initialement association de fait, la Société royale de philanthropie a acquis la personnalité juridique en 1920 et est aujourd’hui devenue une fondation d’utilité publique depuis 2010 pour professionnaliser ses structures et pérenniser son action. Depuis sa fondation, elle est gérée par des administrateurs bénévoles qui mettent gracieusement leurs compétentes au service de la philanthropie. Ils sont plus de 400 membres effectifs ou administrateurs à s’être engagés depuis 1828.

### Une diversité d'actions en faveur des défavorisés
Essentiellement connue aujourd’hui par sa maison de repos et de soins, la Résidence Porte de Hal – ancienne « Maison des Aveugles », la Société Royale de Philanthropie a toutefois initié beaucoup plus d’actions sociales pour venir en aide aux plus défavorisés tout au long de son histoire. Elle s’est toujours donnée pour mission d’essayer de répondre à des besoins de la population bruxelloise insuffisamment pris en charge par l’État. Cette réalité l’a conduite à créer une série d’actions, aujourd’hui remplie par les autorités publiques ou toujours en activité au sein de la Société, tout au long des XIXe et XXe siècles.
En 1828, un comité de secours est ouvert par la Société pour aider les personnes les plus pauvres de la ville de Bruxelles, une précarité contre laquelle les autorités communales ne parvenaient pas à lutter seules. L’aide fournie par ce comité prenait initialement surtout la forme de distributions de charbon, de pains, de soupe, voire de vêtements. Au cours du XXe siècle, il s’est adapté aux nouvelles réalités sociales et a professionnalisé son soutien, avec l’aide notamment d’assistants sociaux. De nos jours, ce comité poursuit son action, mais désormais plutôt sous la forme de prêts financiers sans intérêts ou en soutenant des initiatives comme les banques alimentaires.
L'année 1844 est marquée par la création d'une caisse d’avances pour les petits pensionnés de l’État, afin d'aider les retraités dans la gestion de leur pension, parfois malmenée par des problèmes d’alcoolisme, de dépenses excessives, etc. L’initiative fut reprise en mains par l’État à partir de 1896.
En 1845, la première crèche de Bruxelles voit le jour sous l’impulsion de la Société pour héberger quotidiennement les enfants en bas âge dont les mères travaillaient dans les usines avoisinantes. Cette précocité conduira à la dénommer « Crèche Mère » à partir de 1876, en souvenir de ce rôle pionnier, au moment où les crèches se multiplieront de plus en plus sur la capitale. La diversification et la professionnalisation des crèches conduiront à sa fermeture en 1936.
En 1911, l’œuvre de préservation de l’enfance contre la tuberculose est imaginée par la Société, à un moment où il n’existait encore que des associations pour adultes. À travers cette œuvre, l’objectif sera de protéger spécifiquement les enfants contre les dangers de cette maladie. Son succès sera tel que l’œuvre prendra son indépendance à partir de 1925.
En 1912, un accueil pour jeunes filles aveugles moralement abandonnées est organisé au sein de l’Hospice des Aveugles, pour éviter que de jeunes aveugles devenues adultes, délaissées en raison de leur majorité ou faute d’avoir de la famille proche, soient totalement abandonnées. En 1967, l’évolution de la réglementation des maisons de repos conduira à la fermeture de ce service, toutefois repris en main par les services spécialisés qui existent aujourd’hui.
Durant la Première Guerre mondiale, L’Œuvre des Enfants Martyrs peut compter sur l’aide de la Société pour accueillir dans ses infrastructures des orphelins de guerre et des enfants sans subsistance. Durant quelques mois, elle accueillit également des blessés de guerre.
Depuis 2008, l’aide à la recherche ophtalmologique (FRO) est soutenue financièrement par la Société, à travers un prix annuel pour concrétiser des projets de recherche novateurs en matière de soins de santé oculaires.

### L'ancienne«Maison des Aveugles», aujourd'hui Résidence Porte de Hal

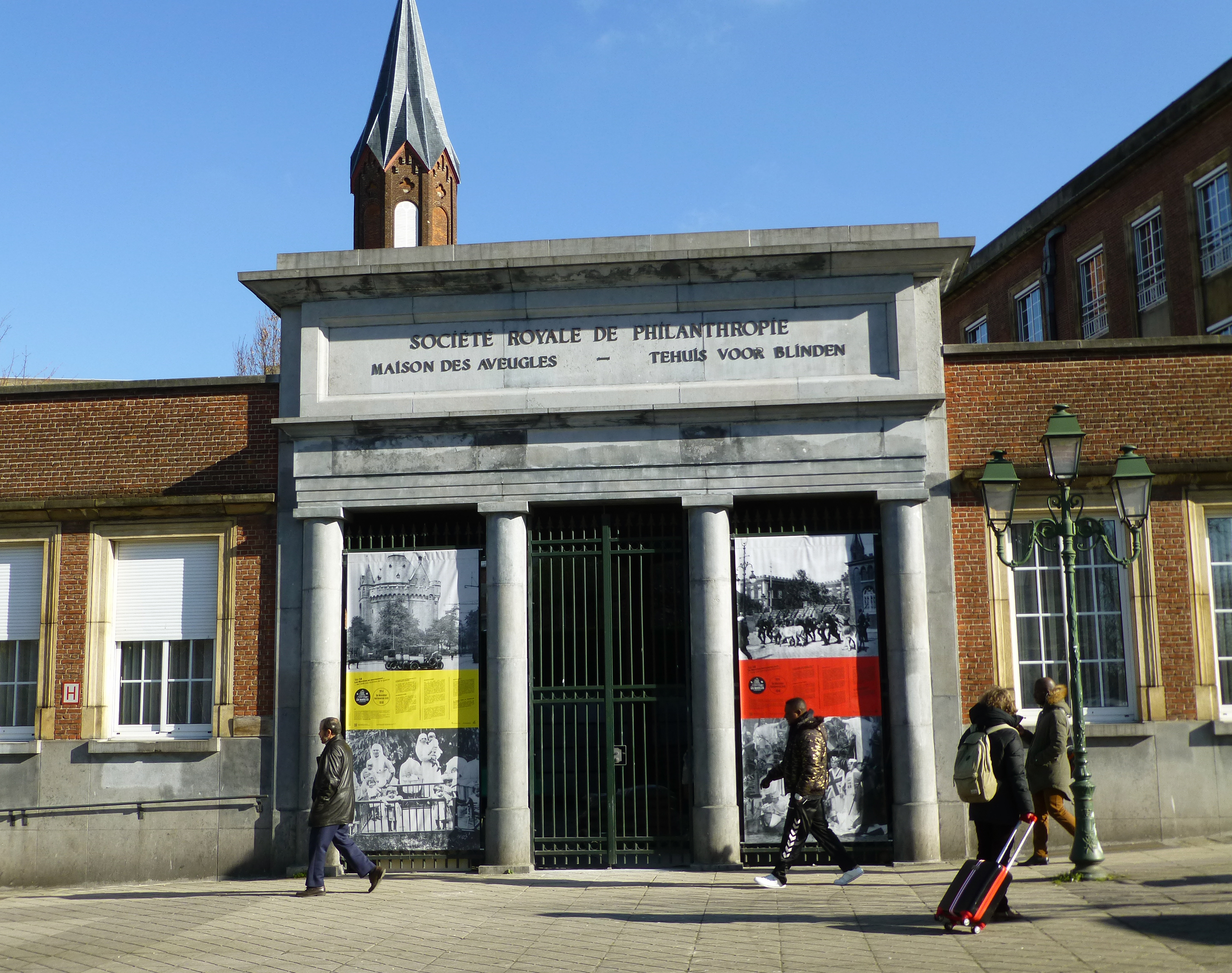
Le portail néo-classique de la Maison des Aveugles à la Porte de Hal.

En 1855, la première maison de repos privée spécifiquement destinée aux personnes âgées aveugles de Bruxelles sera créée par la Société royale de philanthropie, sous le nom d’Hospice des Aveugles - aujourd’hui la Résidence Porte de Hal.
Avant cette initiative, les personnes âgées aveugles étaient accueillies indifféremment dans les divers hospices pour personnes âgées de la capitale, mais sans infrastructures adaptées à leur handicap. À partir du XIXe siècle, quelques hospices commenceront cependant à être créés spécialement pour les aveugles, comme l’hospice des Pauvres Aveugles de Louvain en 1806, l’hospice Van Caneghem à Gand en 1855 ou encore l’hospice Terrasse à Mons en 1858.
Dès 1829, la Société royale de philanthropie ouvrit une maison pour héberger des personnes âgées défavorisées et malades. Ce premier hospice prit place à la rue Haute en août 1829, où il offrait douze places essentiellement destinées à des dames âgées démunies issues du quartier des Marolles. En août 1833, ce refuge déménagea au n°84 de la rue des Tanneurs dans un bâtiment où la Société pouvait accueillir une trentaine de pensionnaires.
C’est à partir d'octobre 1841 que l’hospice de la Société va commencer à accueillir des personnes âgées aveugles, à l’instigation du ministère de la Justice (en charge à l’époque des personnes handicapées) qui lui accordera des subsides pour ce faire. L’hospice en profita pour déménager dans des locaux plus spacieux, offrant une cinquantaine de places, situés sur un coin de la rue aux Laines, près de l’ancien hospice Pacheco.
Quelques années plus tard, le décès d’un ancien pensionnaire, le baron Louis-François de Ghendt de Lenglentier, fournira à la Société les moyens financiers nécessaires pour construire un tout nouveau bâtiment près de la porte de Hal, répondant aux besoins spécifiques des personnes non voyantes, avec des espaces de plain-pied, des rampes pour se mouvoir, etc. C’est la naissance à part entière de l’Hospice des Aveugles, qui accueille ses premiers pensionnaires fin octobre 1855.

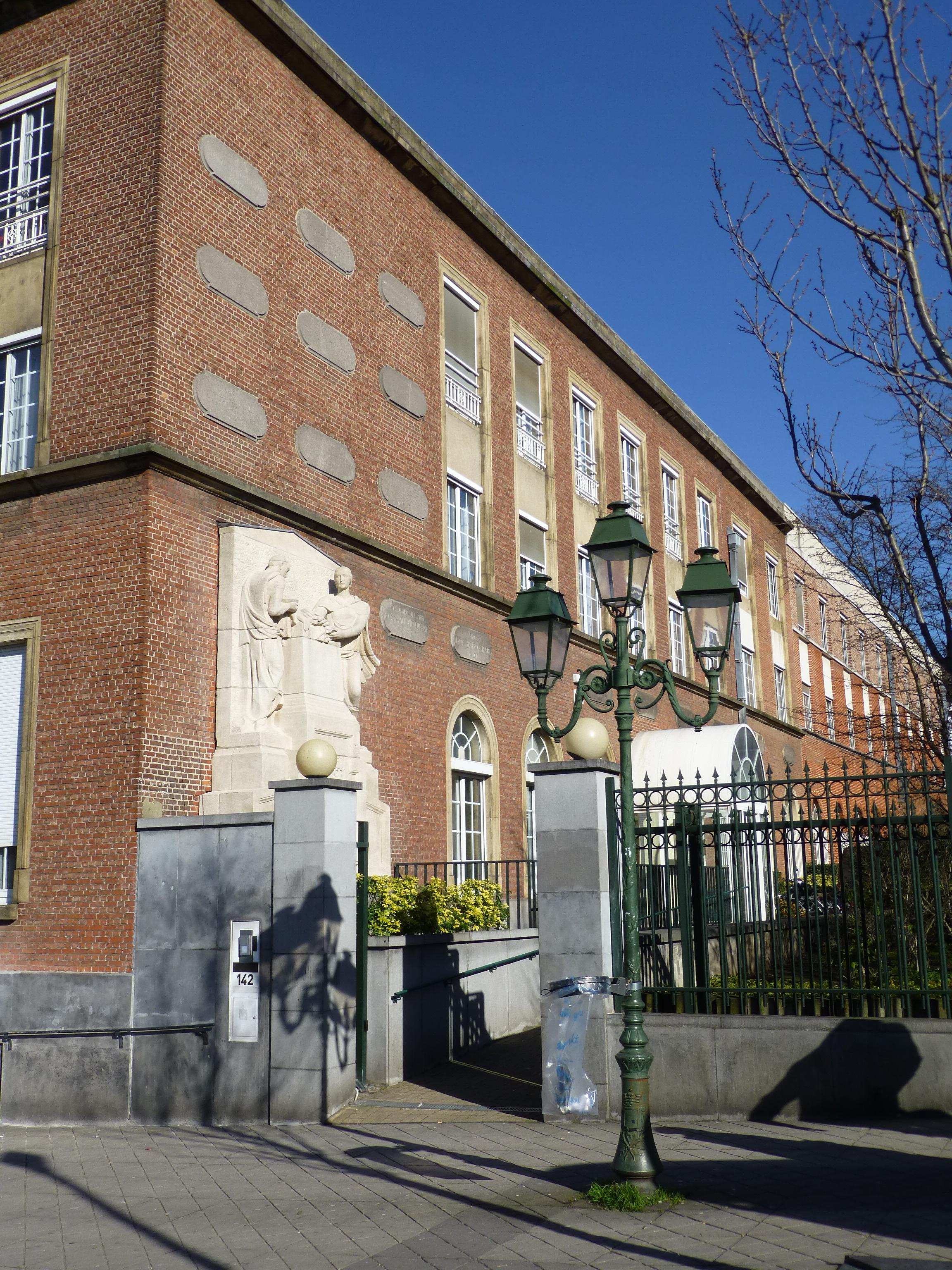
Le bâtiment au n°142.

Le succès rencontré par la maison ne se démentira pas tout au long des XIXe et XXe siècles, allant jusqu’à accueillir 200 personnes en 40-45, durant la Seconde Guerre mondiale. Une caractéristique récurrente est qu’elle a toujours accueilli plus de femmes que d’hommes au cours de son histoire. Depuis la fin de la dernière guerre, l’institution s’est modernisée régulièrement, devenant notamment la « Maison des Aveugles » en 1950, une appellation moins négative que le terme « hospice ». En 1964, un service de kinésithérapie y fut ouvert, puis un service d’ergothérapie en 1970. Depuis 1988, l’établissement est devenu officiellement une maison de repos « et de soins » (MRS), suite à l’évolution des conditions de vie qui conduit les personnes âgées à rester le plus longtemps chez elles, tant qu’elles sont en bonne santé.
Depuis 1993, la maison est devenue la « Résidence Porte de Hal », suite à l’élargissement de son public cible aux personnes voyantes et non plus seulement aux personnes aveugles, de moins en moins nombreuses grâce aux progrès de l’ophtalmologie et de plus en plus soutenues par des programmes pour leur permettre de vivre chez elles. Depuis 1996, la maison reçoit également des personnes désorientées atteintes de la maladie d’Alzheimer.

### AuXXIesiècle
La Société royale de philanthropie occupe toujours le bâtiment jadis construit par l'architecte Jean-Pierre Cluysenaar au n°142 du boulevard du Midi à 1000 Bruxelles. Elle poursuit ses buts initiaux, en venant en particulier en aide aux gens démunis, grâce à son comité « Aide aux Démunis » (ancien « Comité de Secours ») et aux personnes âgées aveugles ou atteintes de la maladie d'Alzheimer, grâce à sa « Résidence Porte de Hal - Maison des Aveugles ».

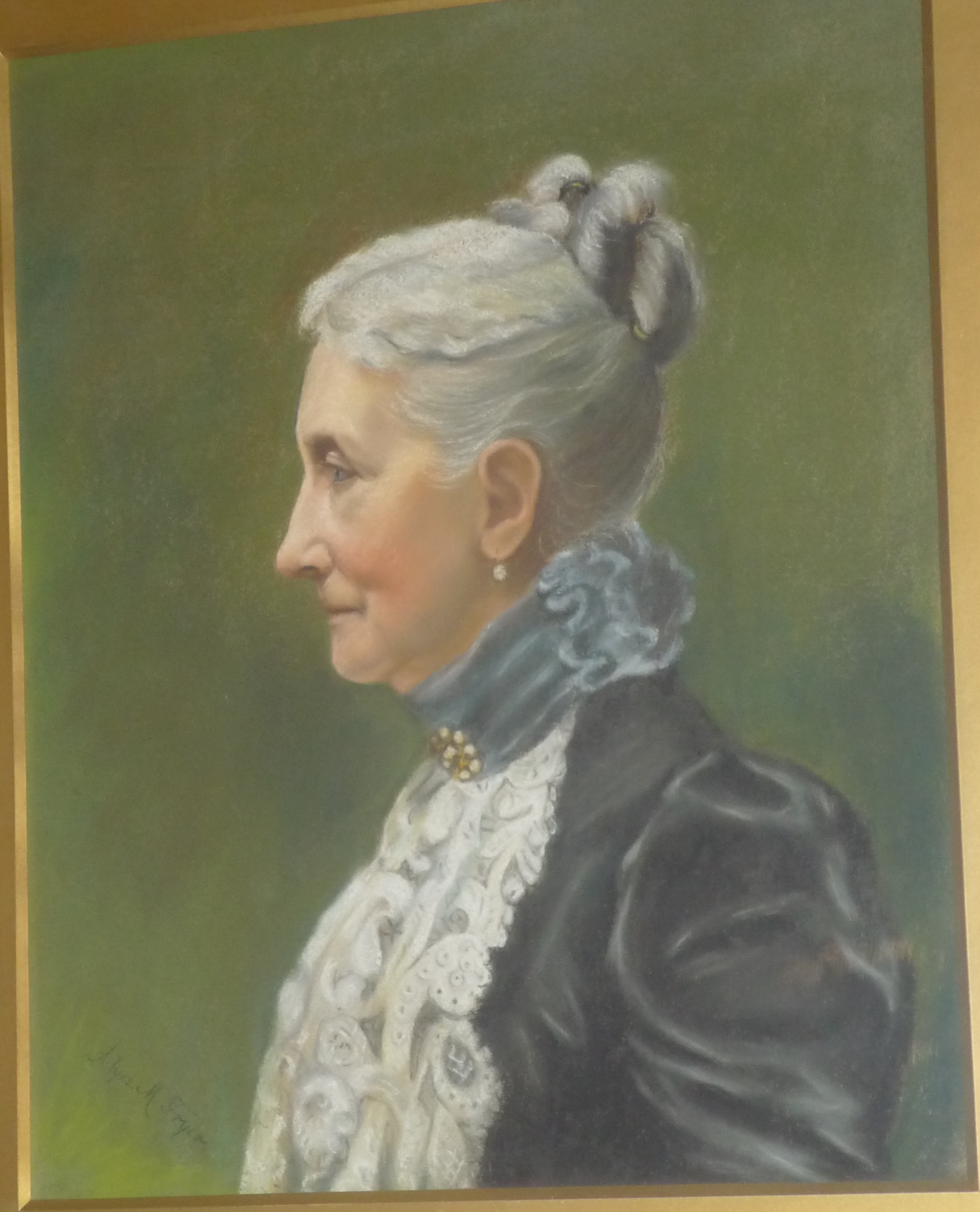
Le visage d'une "membre effectif" de la Société royale de Philanthropie, celui de Marie Straatman, épouse de l'ingénieur Jean Battaille (1830-1889), fille de Lambert Straatman et de Sophie Fautier. (Pastel par Alyce M. Fryer).

## Chronologie de l'évolution de la Société royale de Philanthropie
- 1828 : création du Comité de Secours de la société pour venir en aide aux personnes démunies.
- 1829 : ouverture du premier hospice pour personnes âgées de la société à la rue Haute.
- 1844 : création d'une caisse d'avances pour les petits pensionnés de l'État, en activité jusqu'en 1896.
- 1845 : création de la première crèche de Bruxelles pour jeunes enfants, qui fonctionnera jusqu'en 1936.
- 1855 : inauguration de l'Hospice des Aveugles, construit par Cluysenaar, en contrebas de la Porte de Hal.
- 1876 : création par Jean Bosquet, membre de la SRP et de son Cercle des régates de Bruxelles, du « Conservatoire africain », première œuvre philanthropique belge destinée spécifiquement à aider l'enfance défavorisée de notre pays. Le Conservatoire africain viendra désormais en aide à la crèche de la Société royale de philanthropie[N 2],[11].
- 1911 : création de l'Œuvre de Préservation de l'Enfance contre la Tuberculose, société devenue autonome en 1925.
- 1912 : ouverture de l'hospice aux jeunes filles aveugles majeures moralement abandonnées, service interrompu en 1966-1967.
- 1950 : l'Hospice des Aveugles se modernise et devient la Maison des Aveugles.
- 1988 : la Maison des Aveugles devient une maison de repos et de soins (MRS).
- 1993 : la maison s'ouvre aux personnes voyantes et devient la Résidence porte de Hal.
- 2010 : la Société royale de Philanthropie devient une fondation d'utilité publique.

## Présidents de la société
Depuis la création de la société de bienfaisance, la fondation a connu de nombreux présidents. Ceux-ci sont élus sans durée déterminée.
- Jean Pauwels-de Vis (1790-1857), de 1828 à 1834
- Jean-Guillaume Mettenius (1777-1850), de 1834 à 1842
- Emmanuel-Joseph t'Kint de Roodenbeke (1795-1848), de 1842 à 1843 (dit "T'Kint-T'Kint").
- Henri-Joseph Schuermans (1789-1852), de 1843 à 1852
- Ferdinand Nicolaï (1772-1854), de 1852 à 1854
- Rodolphe de Burtin d'Esschenbeek (1806-1865), de 1854 à 1863
- Ferdinand Dansaert (1794-1880), de 1864 à 1880
- Louis Geelhand (1820-1894), de 1880 à 1886
- Paul Vande Laer (décédé en 1902), de 1887 à 1902
- Edmond Robyn-Stocquart (décédé en 1927), de 1902 à 1909
- Paul De Groux (1859-1939), de 1909 à 1939
- Emile Descamps (1859-1944), de 1939 à 1944
- Henry Behets (1881-1982), de 1944 à 1980
- Michel Terlinden (1929-2002), de 1980 à 2002
- Jean-François de le Court (1935-2020), de 2002 à 2012
- Antoinette d'Aspremont-Lynden, à partir de 2012
- Patrick Parmentier (après la précédente)
- Renaud du Parc Locmaria (en cours)